# Donnington: The Live Tracks
Donnington: The Live Tracks – piąty album koncertowy heavymetalowego zespołu Saxon wydany w 1997 roku przez wytwórnię Cass Records.

## Lista utworów
1. „Motorcycle Man” – 4:07
2. „Still Fit to Boogie” – 2:49
3. „Freeway Mad” – 3:06
4. „Backs to the Wall” – 4:03
5. „Wheels of Steel” – 5:33
6. „Bap Shoo Ap” – 6:48
7. „747 (Strangers in the Night)” – 4:59
8. „Stallions of the Highway” – 4:45
9. „Machine Gun” – 6:11

## Twórcy
- Biff Byford – śpiew
- Graham Oliver – gitara
- Paul Quinn – gitara
- Steve Dawson – gitara basowa
- Pete Gill – perkusja